# Material compuesto reforzado con fibras

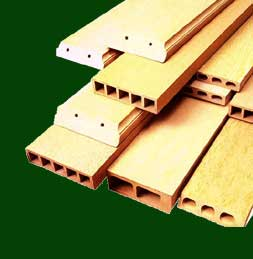
Material compuesto reforzado con fibras.

Un compuesto reforzado con fibra (CRF) es un material de construcción compuesto que consta de tres componentes:
- las fibras como fase discontinua o dispersa,
- la matriz como la fase continua, y
- la región de interfase fina, también conocida como interfaz.

Este es un tipo de grupo compuesto avanzado, que utiliza cáscara de arroz, cáscara de arroz, cáscara de arroz y plástico como ingredientes. Esta tecnología implica un método para refinar, mezclar y mezclar fibras naturales a partir de corrientes de desechos celulósicos para formar un material compuesto de fibra de alta resistencia en una matriz de polímero. Los residuos designados o materias primas de base utilizadas en este caso son los de termoplásticos residuales y diversas categorías de residuos celulósicos, incluida la cáscara de arroz y el serrín.

## Introducción
El CRF es un compuesto de fibra de alto rendimiento logrado y posible mediante la reticulación de moléculas de fibra de celulosa con resinas en la matriz del material CRF a través de un proceso patentado de reingeniería molecular, lo que da como resultado un producto de propiedades estructurales excepcionales.
A través de esta hazaña de reingeniería molecular, las propiedades físicas y estructurales seleccionadas de la madera se clonan con éxito y se confieren al producto CRF, además de otros atributos críticos para producir propiedades de rendimiento superiores a las de la madera contemporánea.
Este material, a diferencia de otros compuestos, se puede reciclar hasta 20 veces, lo que permite reutilizar los desechos de CRF una y otra vez.
Los mecanismos de falla en los materiales FRC incluyen delaminación, agrietamiento de la matriz intralaminar, división longitudinal de la matriz, desunión de fibra/matriz, extracción de fibra y fractura de fibra.
Diferencia entre el compuesto de madera y plástico y el compuesto reforzado con fibra:
| Características       | Plástico | Compuesto de madera y plástico | CRF          | Madera    |
| --------------------- | -------- | ------------------------------ | ------------ | --------- |
| Reciclable            | Sí       | No                             | Sí           | Sí        |
| Construcción de casas | No       | No                             | Sí           | Sí        |
| Absorción de agua     | 0.00%    | 0.8% y más                     | 0.3% y menos | 10% y más |

## Propiedades
| Resistencia a la tracción   | ASTM D 638       | 15.9 MPa         |
| Resistencia a la flexión    | ASTM D 790       | 280 MPa          |
| Módulo de flexión           | ASTM D 790       | 1582 MPa         |
| Carga de falla              | ASTM D 1761      | 1.5 KN - 20.8 KN |
| Resistencia a la compresión |                  | 20.7MPa          |
| Reversión de claor          | BS EN 743 : 1995 | 0.45%            |
| Absorción de agua           | ASTM D 570       | 0.34%            |
| Resistencia a las termitas  | Ensayo FRIM      | 3.6              |